# Orkus (Musikmagazin)
Orkus (eigene Schreibweise Orkus!) ist ein alternatives Musik- und Kultur-Magazin in deutscher Sprache. Es erscheint monatlich im Verlag Zoomia Medien-Gruppe. Orkus gab seinen Namen für das jährlich stattfindende Amphi Festival, das von einer externen Firma veranstaltet wird.
Anders als der Untertitel „Gothic – Romantic – Industrial – Electro“ suggeriert, werden vor allem Musikrichtungen wie Metal, Mittelalter-Rock, Neue Deutsche Härte, Alternative Rock, Elektro, J-Rock und Future Pop abgedeckt. Die Sparten Gothic Rock, Dark Wave und Industrial nehmen seit dem Ende der 1990er Jahre nur noch einen geringfügigen Platz ein.

## Geschichte
Das Magazin wurde 1995 von Claus Müller gegründet und erschien kostenlos im A5-Format. Der Themenschwerpunkt lag zunächst auf Wave, Gothic, Elektro und Industrial. Mit der dritten Ausgabe im Mai 1996 wurde das Magazin kostenpflichtig und im A4-Format publiziert. Seit 1997 wurden die Sparten Gothic und Wave weitgehend durch fremde Musikgenres ersetzt, der Themenschwerpunkt verlagerte sich zwischenzeitlich auf das Metal-Umfeld. Aber auch anderen Richtungen, wie Goa-Trance, IDM, Ambient, Drum and Bass und Techno, verschloss sich die Zeitschrift zeitweilig nicht. Derzeit deckt sie präzise Bands und typische Festivals der Schwarzen Szene ab.

## Inhalt
Neben Interviews, Konzertberichten, Kurzportraits und Rezensionen (insbesondere aus dem Death-, Dark- und Black-Metal-Umfeld) finden sich auch musikferne Themen, wie zum Beispiel bebilderte Berichte über Friedhöfe und deren Hintergründe (Idee von Michael Gareis-Lahde), Serien über Mystik im „Alltag“ (Vampir, Mythologie, Träume usw.) sowie Kolumnen von Musikern (Oswald Henke, Alexander Kaschte) und Seiten mit Gedichten von Lesern.
Auf der beiliegenden CD werden neue Lieder und Remixe der im Heft vorgestellten Bands  veröffentlicht.